# Anolis dissimilis
Anolis dissimilis är en ödleart som beskrevs av  Williams 1965. Anolis dissimilis ingår i släktet anolisar, och familjen Polychrotidae. Inga underarter finns listade i Catalogue of Life.